# 日本私立大学协会
日本私立大学协会（日语：／，簡稱：APUJ）是一个日本私立大学的组织，截至2022年5月，共有392所学校法人和411所大学加盟。通称私大协。

## 历史
1946年12月7日全国私立大学联合会成立，1948年3月26日改称现在名字，有43所大学加盟，初代会长是潮田江次。1951年7月早稻田大学、庆应义塾大学等12所大学退出，另外组建日本私立大学联盟。1984年4月17日由日本私立大学協会、日本私立大学联盟、私立大学垦话会三个组织成立日本私立大学团体联合会。